# Alice Chapin
Alice Chapin ou Alice Ferris (28 de agosto de 1857 – 5 de julho de 1934) foi uma norte-americana que se tornou uma actriz, dramaturga e sufragista na Inglaterra. Ela voltou para os Estados Unidos e interpretou papéis em filmes mudos.

## Peças
- Shame (with E.H.C. Oliphant 1892)
- The Wrong Legs (1896)
- A Knight Errant (1906)
- The Happy Medium (with P. Gaye, 1909)
- Outlawed (Court, 1911)

## Filmografia
- Thais (1917)
- The Spreading Dawn (1917)
- Icebound (1924)
- Daughters of the Night (1924)
- Manhattan (1924)
- Argentine Love (1924)
- The Crowded Hour (1925)
- Pearl of Love (1925)